# Tathágata-garbha-szútra

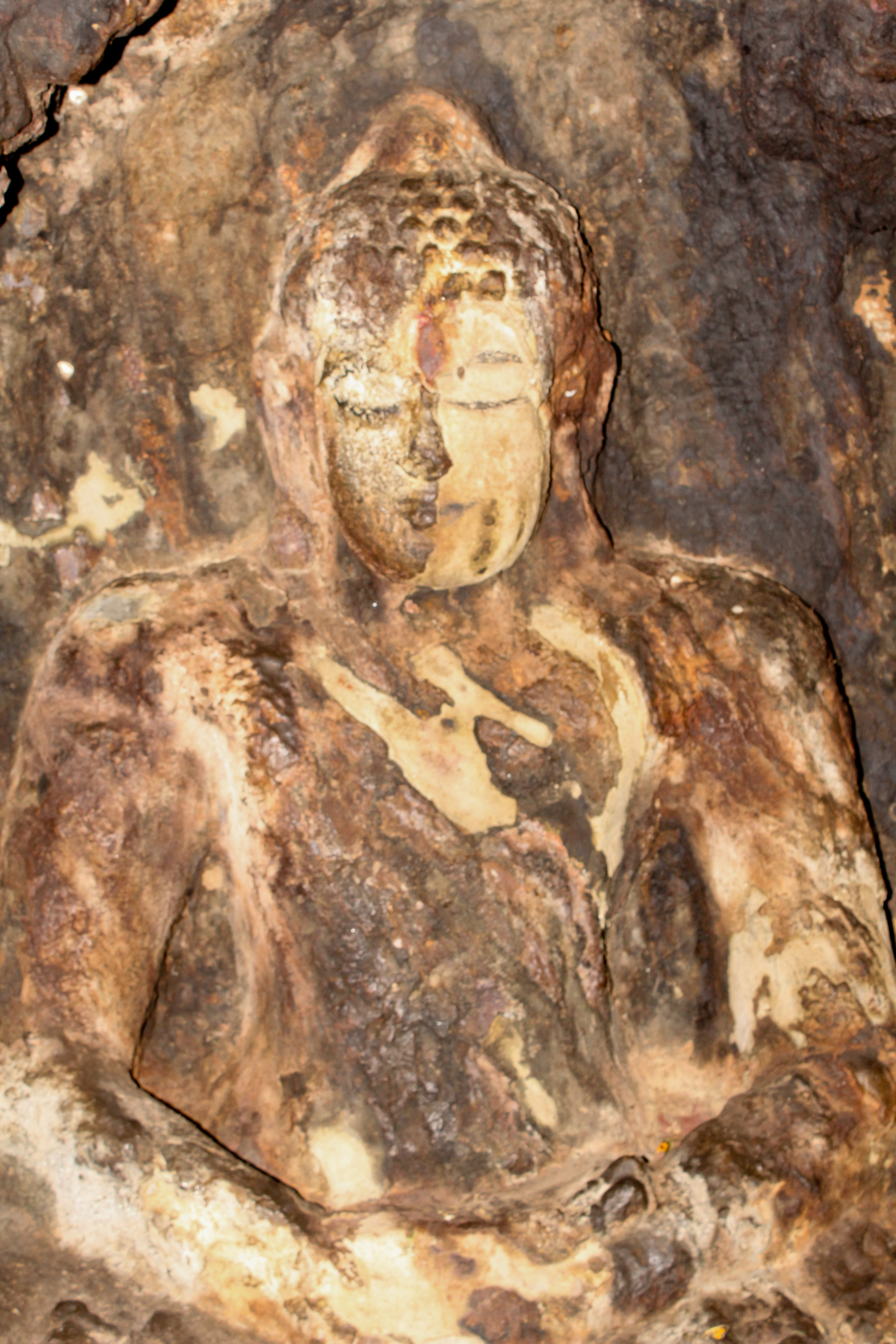
Buddha-szobor Bojjannakonda településen, Ándhra Prades, India

A Tathágata-garbha-szútra jelentős és tanait tekintve jellegzetesen mahájána buddhista szöveg, amelyben a "tathágata-garbha" (Buddha-mátrix, Buddha-embrió, Buddha-lényeg) létezése minden érző lényen belül értendő. Buddha elbeszéli, hogy minden lényben létezik egy hatalmas kincs, amely örök és változatlan. Michael Zimmermann két változatot vizsgált, egy rövidebbet, amelyet Buddhabhadra fordított 420-ban, és egy hosszabbat, amely a következő fordításokban maradt fenn:
- Amoghavadzsra kínai fordítása (8. század közepe);
- egy kétes értékű tibeti fordítás Bathangból;
- a kanonikus tibeti fordítás (800 körül).

Buddhabhadra változatait Grosnick fordította le angolra 1995-ben, amelyet 2002-ben fordított le tibeti nyelvre Zimmermann. Zimmermann szerint a kilenc hasonlat jelenti a többé-kevésbé általános szerkezetű szöveg új és központi üzenetét. Az első fejezet hasonlata egy fantasztikus jelenetben írja le, ahogy buddhák ülnek lótuszkelyhekben az égben, de nincs rájuk hatással a virágok hervadása. Az ezt követő nyolc hasonlat azt meséli el, miképp van jelen Buddha rejtett módon, amelyet a negatív mentális tényezők (klésák), homályosítanak el.

## Története
Anthony Barber a Tathágata-garbha-szútra kialakulását a mahászánghika buddhista szektával hozza összefüggésbe, és arra következtet, hogy az Ándhra régióban élő mahászángika gyakorlóktól származik a tathágata-garbha tan.
A Tathágata-garbha-szútrát tartják a tathágata-garbha tan legrégibb kifejezésének, és maga a tathágata-garbha fogalom is ebben a szútrában szerepelt legelőször. A szöveg ma már nem létezik eredeti formában, viszont megmaradt tibeti és kínai fordításban.